# Miqueas Lapalma
Miqueas Sebastián Lapalma (Brinkmann, Provincia de Córdoba, 3 de enero de 1995) es un futbolista argentino. Juega de delantero y actualmente milita en el Club Atlético y Cultural San Jorge de Brinkmann de la Liga Regional San Francisco.

## Trayectoria

### Inicios
Inició su actividad futbolística en el club San Jorge, de la ciudad de Brinkmann, su ciudad, ubicada a casi 300 km de la ciudad de Córdoba.

### 9 de Julio de Morteros
Llegó al club a los 9 años. Pudo debutar en el mayor equipo, por el torneo Federal B, consiguiendo el ascenso al Federal A, luego de vencer por penales a Racing de Córdoba.

### Coquimbo Unido
Tras sus buenas actuaciones, Coquimbo Unido posó sus ojos sobre él, y tras negociar con 9 de Julio, pudo contar con sus servicios para afrontar la Primera B.

### Sarmiento de Junín
Al no poder adaptarse al fútbol chileno, decide regresar a la Argentina para recalar en Sarmiento de Junín.

## Clubes
| Club                                            | País      | Año         |
| ----------------------------------------------- | --------- | ----------- |
| 9 de Julio de Morteros                          | Argentina | 2014 - 2015 |
| Coquimbo Unido                                  | Chile     | 2015        |
| Sarmiento de Junín                              | Argentina | 2016        |
| Tiro Federal y Deportivo Morteros               | Argentina | 2017        |
| Club Atlético y Cultural San Jorge de Brinkmann | Argentina | 2018 -      |